# Страсбургский университет
Страсбургский университет (также Страсбу́рский университе́т), или Университет Страсбурга, — французский университет, относится к академии Страсбург. В 1970 году старинный Страсбургский университет был разделён на три отдельных: Страсбург I (Луи Пастера), II (Марка Блока) и III (Робера Шумана). 1 января 2009 года они были вновь объединены в один. Процесс объединения завершён в 2012 году. В 2015 году имел 87 место в академическом рейтинге университетов мира. В 2017 году получил 4-6 место во Франции и 101—150 место в мире в академическом рейтинге университетов мира. Университет входит в ассоциацию университетов Европы Утрехтская сеть и в Лигу европейских исследовательских университетов. За время своего существования, Страсбургский университет выпустил 18 лауреатов Нобелевской премии в разных областях.

## История
История образования Страсбургского университета восходит к протестантской гимназии, основанной в 1538 году Иоганном Штурмом, по которой позже университет назывался протестантской академией.
В 1566 году император Максимилиан II придал гимназии статус академии, в 1621 году она стала университетом, а в 1631 году — королевским университетом.
В 1681 году войска короля Людовика XIV захватили Эльзас и по Вестфальскому договору западный берег Рейна, включая и университет, отошёл к Франции.
Во время Второй мировой войны, когда Франция была оккупирована нацистской Германией, университет был перемещён в Клермон-Ферран.
В 1970 году Страсбургский университет был разделён на три отдельных университета:
- Университет Страсбург I (Университет Луи Пастера);
- Университет Страсбург II (Университет Марка Блока);
- Университет Страсбург III (Университет Робера Шумана).

В 2009 году они были вновь объединены в один университет.

## Факультеты
1. Философский;
2. Психологический;
3. Факультет экономики;
4. Факультет права;
5. Педагогический;
6. Исторический;
7. Факультет технологий;
8. Математический;
9. Физический;
10. Медицинский;
11. Стоматологический;
12. Фармацевтический.

## Описание
Обучение — на французском языке.

## Знаменитые сотрудники и выпускники
- Амбодик-Максимович, Нестор Максимович — русский акушер
- Арендт, Мартин Фридрих — датский археолог и ботаник
- Базилевич, Григорий Иванович — российский медик
- Байер, Адольф — немецкий химик
- Бари, Антон де — немецкий биолог
- Баур, Эрвин — немецкий биолог
- Бетман-Гольвег, Теобальд фон — немецкий общественный деятель
- Бешам, Антуан — французский биолог
- Блок, Марк — французский историк
- Браун, Карл Фердинанд — немецкий физик
- Брентано, Луйо — немецкий экономист
- Бюхнер, Георг — немецкий поэт и драматург
- Вебер, Генрих Мартин — немецкий математик
- Вейденрейх, Франц — немецкий антрополог
- Венгер, Арсен — французский футбольный тренер
- Верн, Морис Луи — французский богослов
- Вюрц, Шарль Адольф — французский химик
- Гетте, Александр Вильгельм — немецкий зоолог
- Гёте, Иоганн Вольфганг — немецкий поэт и мыслитель
- Гиффен, Хюберт ван — немецкий правовед
- Голицын, Борис Борисович — русский физик
- Грот, Пауль Генрих фон — немецкий минералог
- Гутенберг, Бено — немецкий сейсмолог
- Данжон, Андре — французский астроном
- Дебейки, Майкл Эллис — американский кардиолог
- Жерар, Шарль Фредерик — французский химик
- Зиммель, Георг — немецкий философ и социолог
- Карплус, Мартин — американский химик-теоретик
- Картан, Анри — французский математик
- Киари, Ганс — австрийский патолог
- Коссель, Альбрехт — немецкий биохимик, физиолог
- Крафт, Морис и Катя — французские вулканологи
- Курциус, Эрнст Роберт — немецкий филолог
- Куссмауль, Адольф — немецкий терапевт
- Лаку-Лабарт, Филипп — французский философ
- Лальман, Андре — французский астроном
- Ландауэр, Густав — немецкий философ и писатель
- Лауэ, Макс фон — немецкий физик
- Леви, Фридрих Вильгельм — немецкий математик
- Левинас, Эммануэль — французский философ
- Леман, Отто — немецкий физик
- Лен, Жан-Мари — французский химик
- Лефевр, Анри — французский социолог и философ
- Лериш, Рене — французский хирург
- Льебо, Амбруаз-Огюст — французский магнетизер и медик
- Меттерних, Клемент Венцель Лотар — австрийский государственный деятель
- Минковский, Оскар — немецкий медик
- Нанси, Жан-Люк — французский философ
- Папалекси, Николай Дмитриевич — русский физик, основоположник российской радиоастрономии
- Пастер, Луи — французский химик и биолог
- Реклингхаузен, Фридрих Даниель фон — немецкий патологоанатом, ректор университета
- Ремак, Эрнст — немецкий нейролог
- Рентген, Вильгельм Конрад — немецкий физик
- Саакашвили, Михаил — президент Грузии
- Самойлович, Даниил Самойлович — русский эпидемиолог.
- Стремоухов, Дмитрий Николаевич — русский историк и философ
- Том, Рене — французский математик
- Торнквист, Александр — геолог и палеонтолог
- Ульянин, Всеволод Александрович — русский физик
- Февр, Люсьен — французский историк
- Фельден, Эмиль Якоб — немецкий богослов, политик и писатель
- Ференбак, Шарль Макс — французский астроном
- Фишер, Герман Эмиль — немецкий химик
- Фреше, Морис Рене — французский математик
- Фройнд, Вильгельм Александр — акушер-гинеколог
- Фройнд, Жюльен — французский философ и социолог
- Фухимори, Альберто — президент Перу
- Ханларов, Мовсум-бек — первый азербайджанский химик со специальным образованием
- Хоммель, Иоганн — немецкий математик и астроном
- Шамбон, Пьер — французский биолог
- Шварцшильд, Карл — немецкий физик
- Швейцер, Альберт — немецкий философ, врач
- Шмитт, Карл — немецкий юрист и философ
- Шмоллер, Густав фон — немецкий экономист, историк, общественный деятель
- Шпенер, Филипп Якоб — немецкий богослов
- Шульце, Бернхард — немецкий гинеколог, акушер
- Шуман, Робер — французский политик
- Юнкер, Жан-Клод — премьер-министр Люксембурга